# 德國寶石博物館
德國寶石博物館（德語：Deutsches Edelsteinmuseum）是位於德國城市伊達爾-奧伯施泰因的一座博物館。德國寶石博物館收藏有超過一萬件展品，主要展示德國國內各種寶石和加工工程，但也展示來自世界各地的寶石。德國寶石博物館的歷史可以追溯至19世紀中期。

## 外部連結

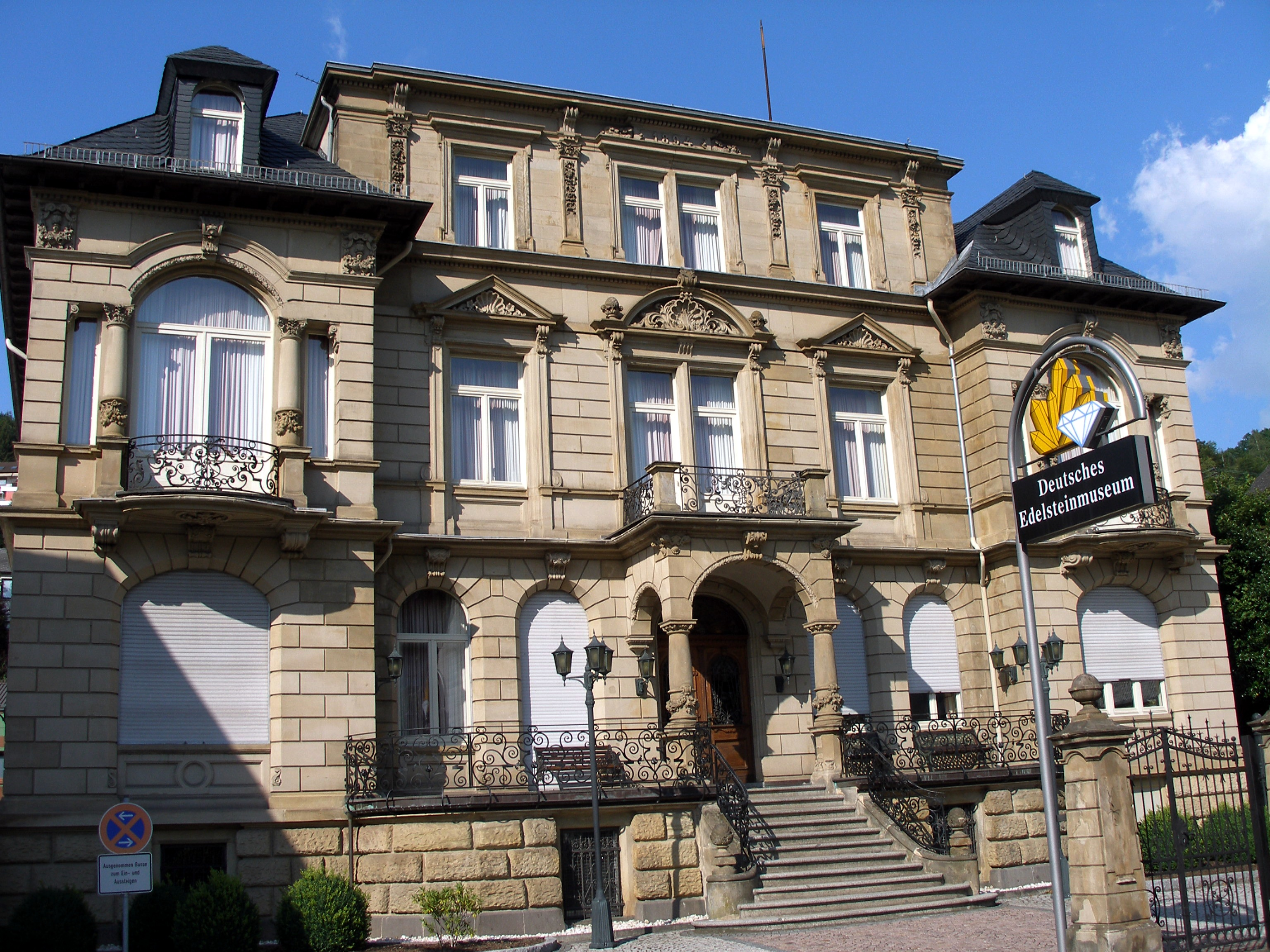
德國寶石博物館

- Deutsches Edelsteinmuseum (Offizielle Webpräsenz) （页面存档备份，存于）